# Боливийско-индийские отношения
Боливийско-индийские отношения — двусторонние дипломатические отношения между Боливией и Индией. Страны являются членами Всемирной торговой организации и Организации Объединённых Наций. Индия является членом БРИКС, в то время как Боливия является страной-партнëром. 

## История
С апреля 1981 года посольство Индии в столице Перу — Лиме, представляло интересы страны в том числе и в Боливии. Индия также имеет почётное генеральное консульство в Ла-Пасе, а также ранее имела в Санта-Крус-де-ла-Сьерра, которое в настоящее время не функционирует. Боливия открыла посольство в Нью-Дели в 2012 году, а Хорхе Карденас Роблес вступил в должность первого посла в Индии 8 ноября 2012 года.
Первые консультации министерств иностранных дел Индии и Боливии состоялись в Ла-Пасе 20 ноября 2014 года. Также было осуществлено несколько визитов на уровне министров между странами.

## Торговля
В 2015—2016 годах объём товарооборота между государствами составил сумму 314,684 млн долларов США. В 2015—2016 годах Индия экспортировала в Боливию товаров на сумму 74,432 млн долларов США и импортировала на сумму 240,252 млн долларов США. Экспорт Индии в Боливию: автомобили, железо и сталь, фармацевтические препараты, машинное оборудование, резиновые и пластмассовые изделия, пряжа и текстиль. Импорт Индии из Боливии: золото, кожа и корм для животных.
Государства ведут переговоры о подписании BIPPA (Двустороннее соглашение о поощрении и защите инвестиций).
В 2007 году индийская фирма Jindal Steel and Power получила контракт на разработку железорудного рудника Эль-Мутун. Компания объявила, что инвестирует 2,3 млрд долларов США в создание сталелитейного завода, что стало крупнейшей прямой иностранной инвестицией в истории Боливии. Однако компания закрыла проект в июле 2012 года, обвинив правительство Боливии в невыполнении условий контракта. В августе 2014 года Международная торговая палата вынесла решение в пользу Jindal Steel and Power и обязала государственную боливийскую горнодобывающую компанию Empresa Siderúrgica del Mutún выплатить компенсацию в размере 22,5 млн долларов США.
Индийская компания по производству пестицидов UPL имеет офис в Санта-Крус-де-ла-Сьерра. Индийский производитель автомобилей Tata Motors продаёт свои автомобили через официального дилера в Боливии.

## Оборона
В мае 2009 года министерство иностранных дел Индии отклонило запрос Боливии на предоставление кредитной линии для покупки семи HAL Dhruv для ВВС Боливии. Министр обороны Боливии Рейми Феррейра и генеральный директор COFEDENA полковник Фелипе Эдуардо Васкес Мойя посетили Гоа в марте 2016 года для участия в выставке DEFEXPO 2016.

## Культурные связи
В 1997 году государства подписали соглашение о культурном сотрудничестве.
Болливудские фильмы, музыка и танцы популярны в Боливии. Танцевальные академии Болливуда (местные называют их Danca-Indu) и индийские танцевальные коллективы присутствуют в городах Ла-Пас, Кочабамба, Потоси и Оруро.
Согласно отчёту сайта бронирования отелей Hotels.com, боливийские туристы потратили больше всего денег в Индии за первые шесть месяцев 2016 года, потратив в среднем 12 128 рупий (150 долларов США) за этот период, что на 28 % больше, чем они потратили за первые шесть месяцев 2015 года.

## Финансовая помощь
Индия оказала финансовую поддержку для установки солнечного освещения в археологическом комплексе Тиуанако. Индия пожертвовала 200 000 долларов США в виде лекарств после оползней в Боливии в 2007 году и 100 000 долларов США наличными для ликвидации последствий наводнения в 2008 году. Индия предоставила Боливии 200 000 долларов США наличными для борьбы с наводнениями в северных и центральных регионах страны в 2011 году.
В сентябре 2016 года Индия пожертвовала 3,3 млн долларов США на создание центра передового опыта в области технологий в Боливии. На церемонии подписания соглашения президент Боливии Эво Моралес объявил, что страна будет просить помощи Индии для строительства своего первого фармацевтического завода в городе Кочабамба.
Граждане Боливии имеют право на получение стипендий в рамках Индийской программы технического и экономического сотрудничества и Индийского совета по культурным связям.

## Индийцы в Боливии
По состоянию на декабрь 2016 года в Боливии проживало около 100 индийцев, которые заняты в розничной торговле, транспорте, сельском хозяйстве и религиозных общинах.